# 붉은배지느러미발도요
붉은배지느러미발도요(Phalaropus fulicarius)는 도요과의 한 종으로 섭금류로 분류된다. 이 종은 북아메리카와 유라시아 대륙의 북극 지역에서 번식하며 섭금류에게는 흔하지 않게 바다의 경로를 사용하여 이동하고, 열대의 바다에서 월동한다.

## 분류
붉은배지느러미발도요는 1758년 칼 폰 린네가 쓴 책인 <자연의 체계> 제10판에 Tringa fulicaria라는 학명으로 처음 기재되었다.

## 특징
붉은배지느러미발도요는 몸 길이가 약 21 cm이고, 나뭇잎처럼 생긴 발가락들과 곧게 뻗는 일자형 부리를 가진다. 부리는 지느러미발도요에 비해 더 두꺼운 편이다. 번식기의 암컷은 주로 상체가 어두운 갈색에 검은색이고, 하체는 붉은색이며 뺨에는 흰색 점이 있다. 또 부리는 노란색이고, 부리 끝부분은 검은색이다. 번식기의 수컷은 암컷과 비슷하나 그 색이 더 칙칙하다. 어린 새들은 상체가 밝은 회색, 갈색이며 하체는 담황색이고 눈가는 검은색이다. 붉은배지느러미발도요는 겨울이 오면 깃털이 상체는 회색, 하체는 흰색으로 된다. 그러나 눈가의 검은 부분은 항상 존재한다. 겨울에는 부리가 검은색이다. 짧게 '빅'과 같은 소리를 내며 운다.
| 측정값      | 측정값       |
| ----------- | ------------ |
| 길이        | 20~30 cm     |
| 무게        | 55 g         |
| 양날개 길이 | 43 cm        |
| 한쪽 날개   | 121~132 mm   |
| 꼬리        | 58.5~67.1 mm |
| 부리 위 선  | 21~23 mm     |
| 부척골      | 21.8~23 mm   |

## 번식

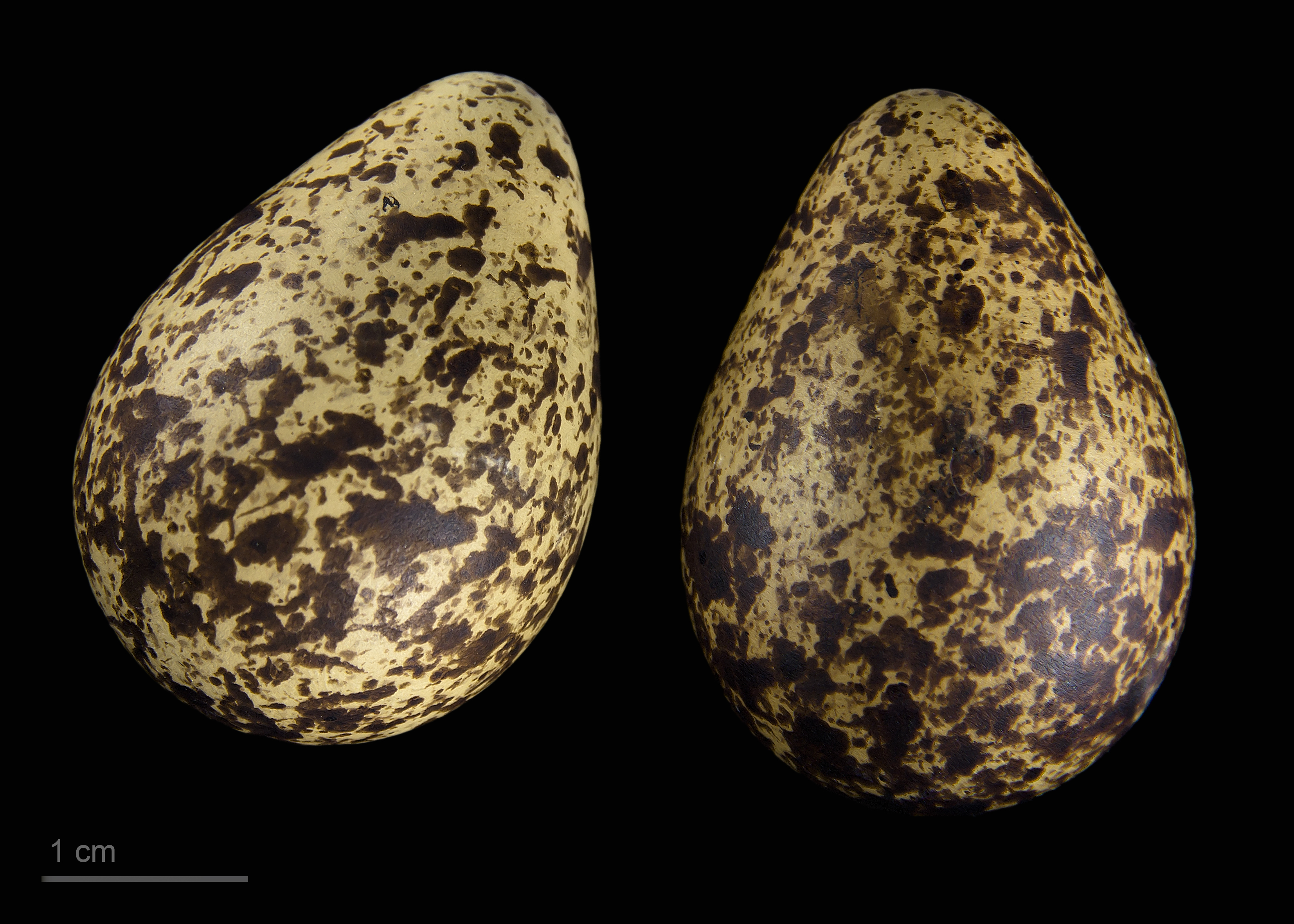
알

암컷이 수컷보다 크며 더 밝은 색을 하고 있다. 암컷은 둥지를 틀기 위해 다른 개체들과 경쟁하며, 공격적으로 둥지와 선택한 수컷을 지킨다. 알의 색은 올리브 브라운으로 암컷은 알을 낳고 남쪽으로 이동하기 시작한다. 수컷은 이동하지 않고 남아 알들을 품고 새끼들을 돌본다. 물 근처의 땅에 만들어진 둥지에 3~6개의 알을 낳으며 18~19일 간 알을 품는다. 새끼는 대부분 스스로 먹이를 찾을 수 있으며 태어난지 18일 내로 비행할 수 있다.

## 행동
먹이를 찾을 때, 붉은배지느러미발도요는 얕은 물에서 작은 원을 그리면서 작은 소용돌이를 만들며 헤엄친다. 이러한 헤엄은 먹잇감을 위로 올림으로써 먹이를 찾는데 도움이 되는 것으로 추측된다. 새는 부리를 사용해 소용돌이의 바깥 부분에 있는 곤충이나 갑각류를 잡아 먹는다. 또한, 날아다니는 곤충을 잡아먹기 위해 비행하기도 한다. 둥지를 틀고 새끼를 낳는 시기 외의 기간에는 보통 무리를 지어 여행한다.
붉은배지느러미발도요는 길들이기 쉬운 종이다.